# Place Engel
La place Engel (en finnois : Engelinaukio) et le parc Juhani Aho (en finnois : Juhani Ahon puisto) sont une place et un parc du quartier d'Eira à Helsinki en Finlande,.

## Description
La place Engel doit son nom à l'architecte Carl Ludvig Engel concepteur du centre historique d'Helsinki.
La place Engel a été achevée en 1920. Elle représente un style architectural avec des formes géométriques simples. L'ensemble est constitué d'un parc en pente strictement géométrique et d'une place bordée d'une clôture d'aubépine. Les bancs du parc sont en bois peint en blanc, du même modèle que ceux du parc Kaivopuisto. 
Ils ont été réalisés dans le cadre de l'aménagement du parc à la fin des années 1990 d'après d'anciens plans.
Le parc a une superficie de 1 153 m2.
Sur la pente du parc est érigée la sculpture de Juhani Aho réalisée par Aimo Tukiainen.
Le parc en pente porte également le nom de l'écrivain Juhani Aho. 
La statue de Juhani Aho a été dévoilée en l'honneur du 100ème anniversaire de la naissance de l'écrivain en 1961. L'initiative de la sculpture est venue de la Société Juhani Aho et le sculpteur Aimo Tukiainen a été chargé de réaliser une statue réaliste. 
Aimo Tukiainen a réalisé deux sculptures, dont une a été érigée à Iisalmi, également en 1961. 
La sculpture est en bronze et sa hauteur est de 2,8 mètres. Juhani Aho a vécu avec son épouse, le peintre Venny Soldan-Brofeldt, les dernières années de sa vie dans la maison devant laquelle est placée l'œuvre à l'adresse Armfeltintie 6. Un massif de roses groupées pousse devant la sculpture.

## Galerie

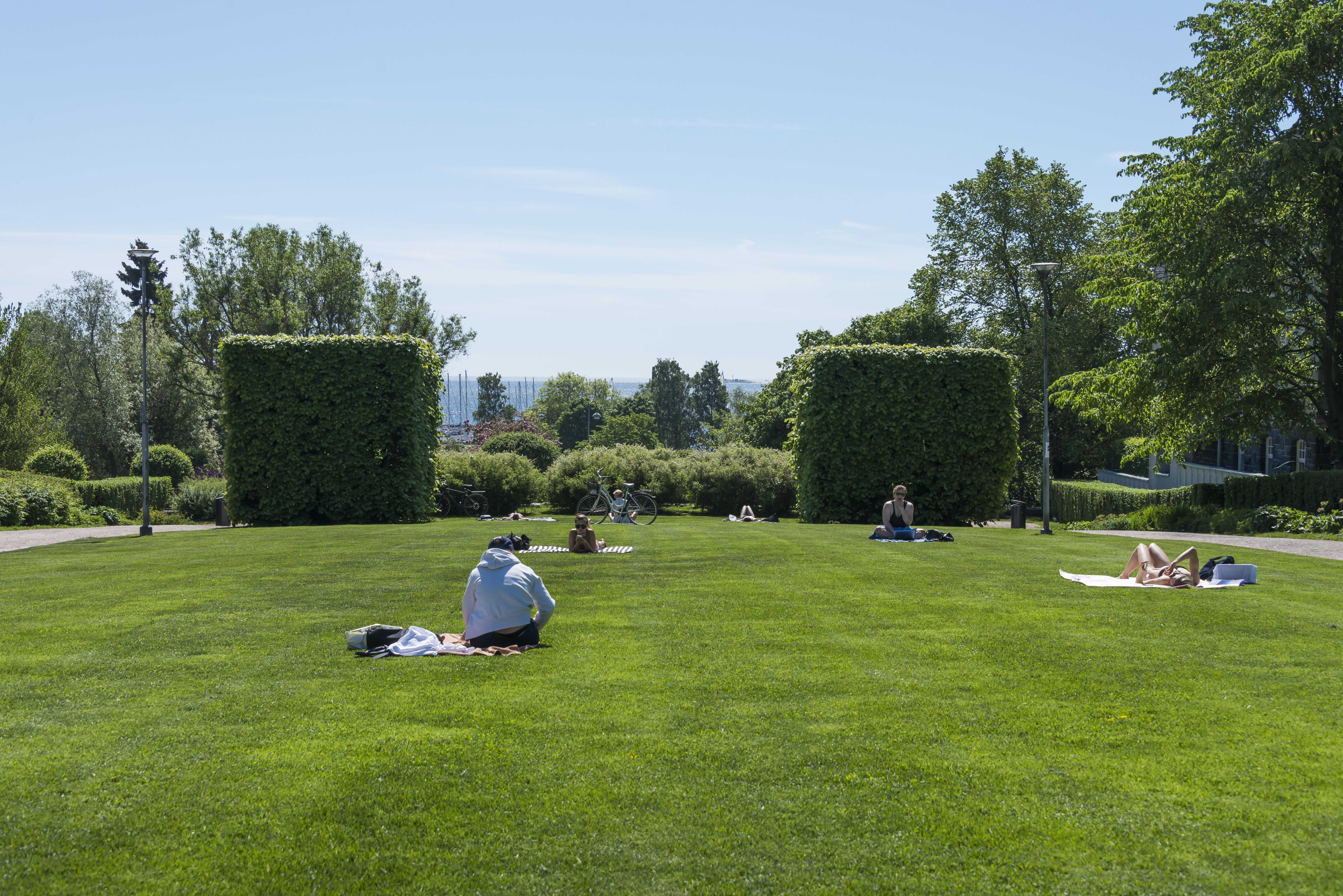
Engelinaukio.
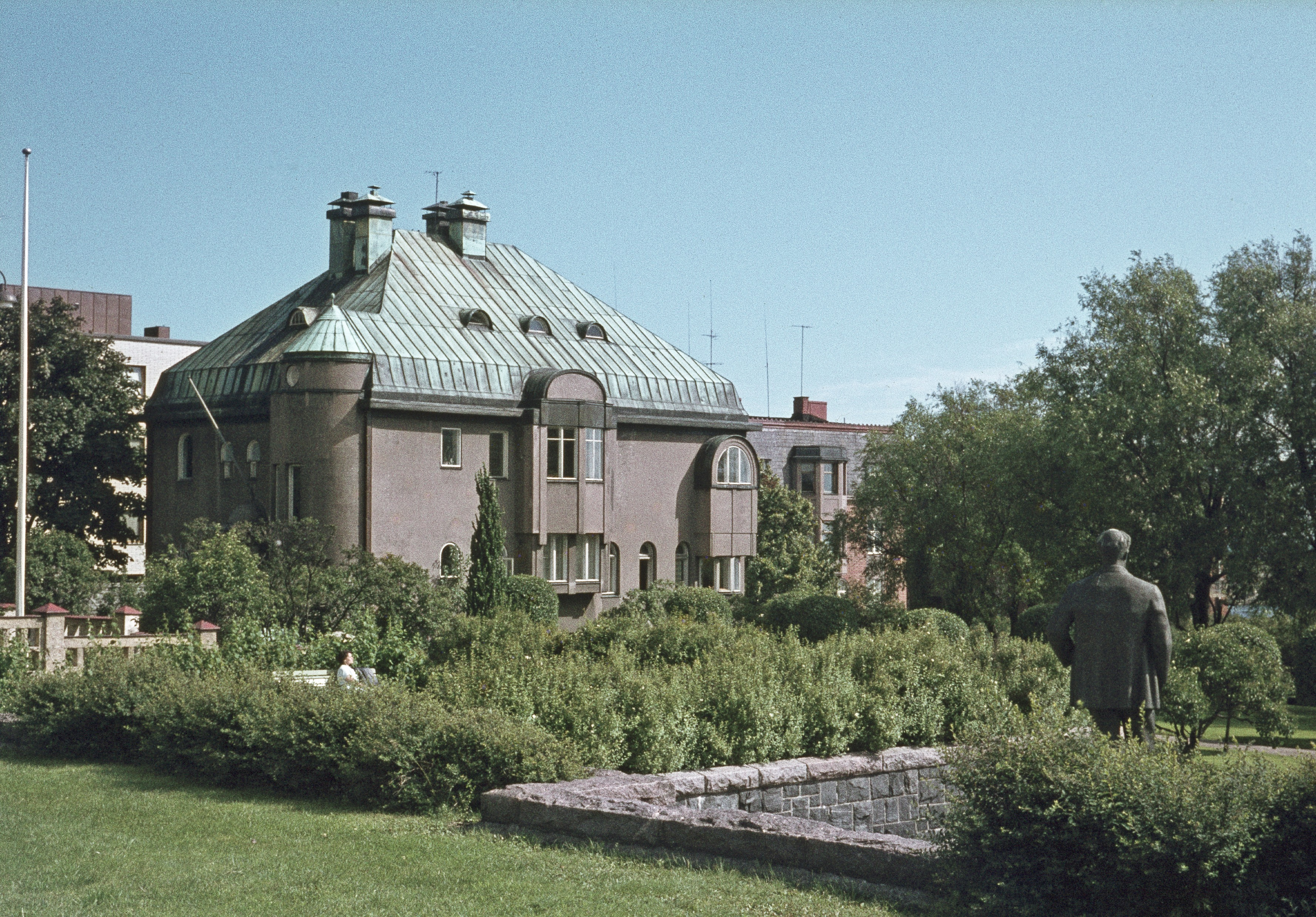
Engelinaukio et statue de Juhani Aho.
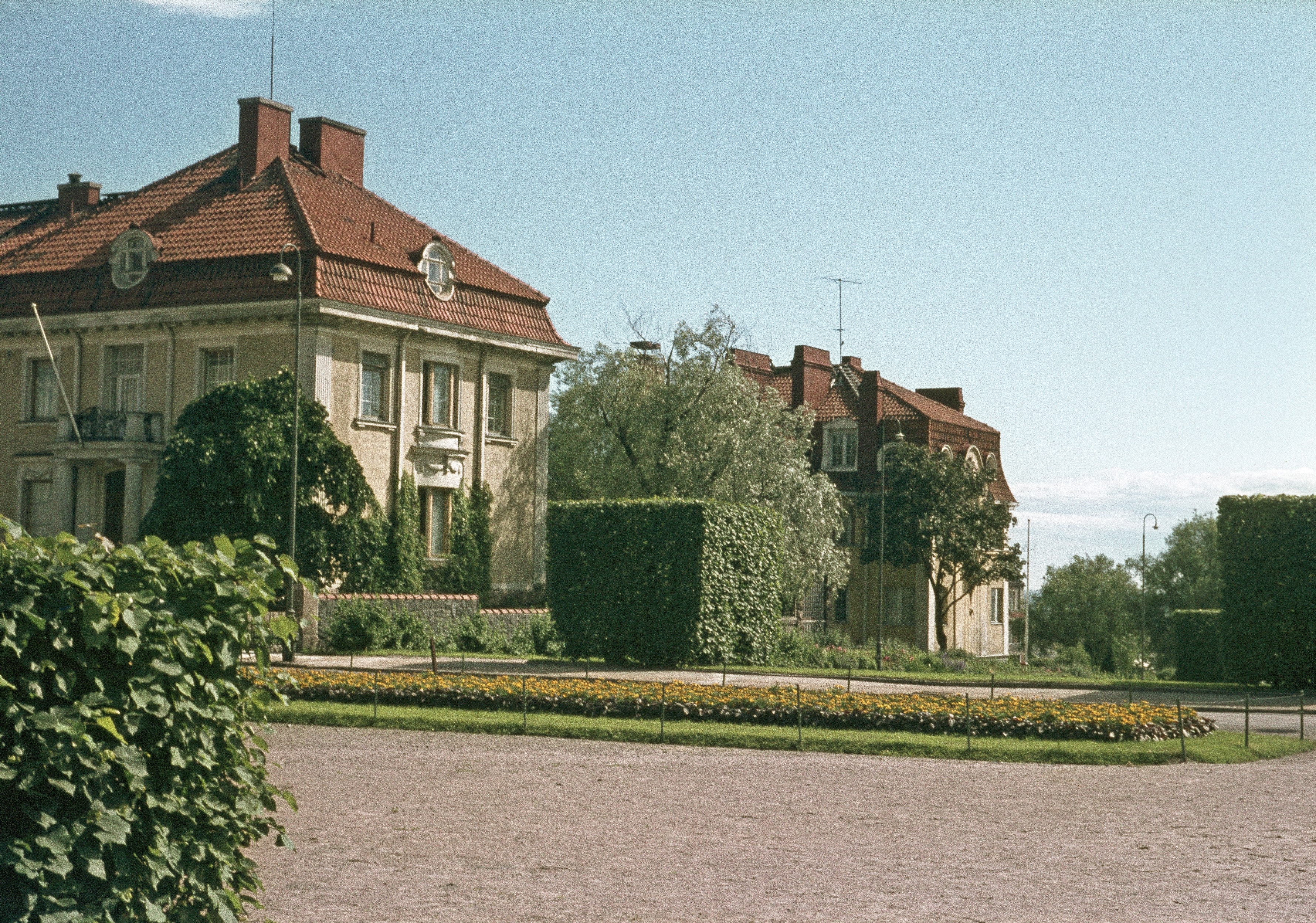
Engelinaukio 8.

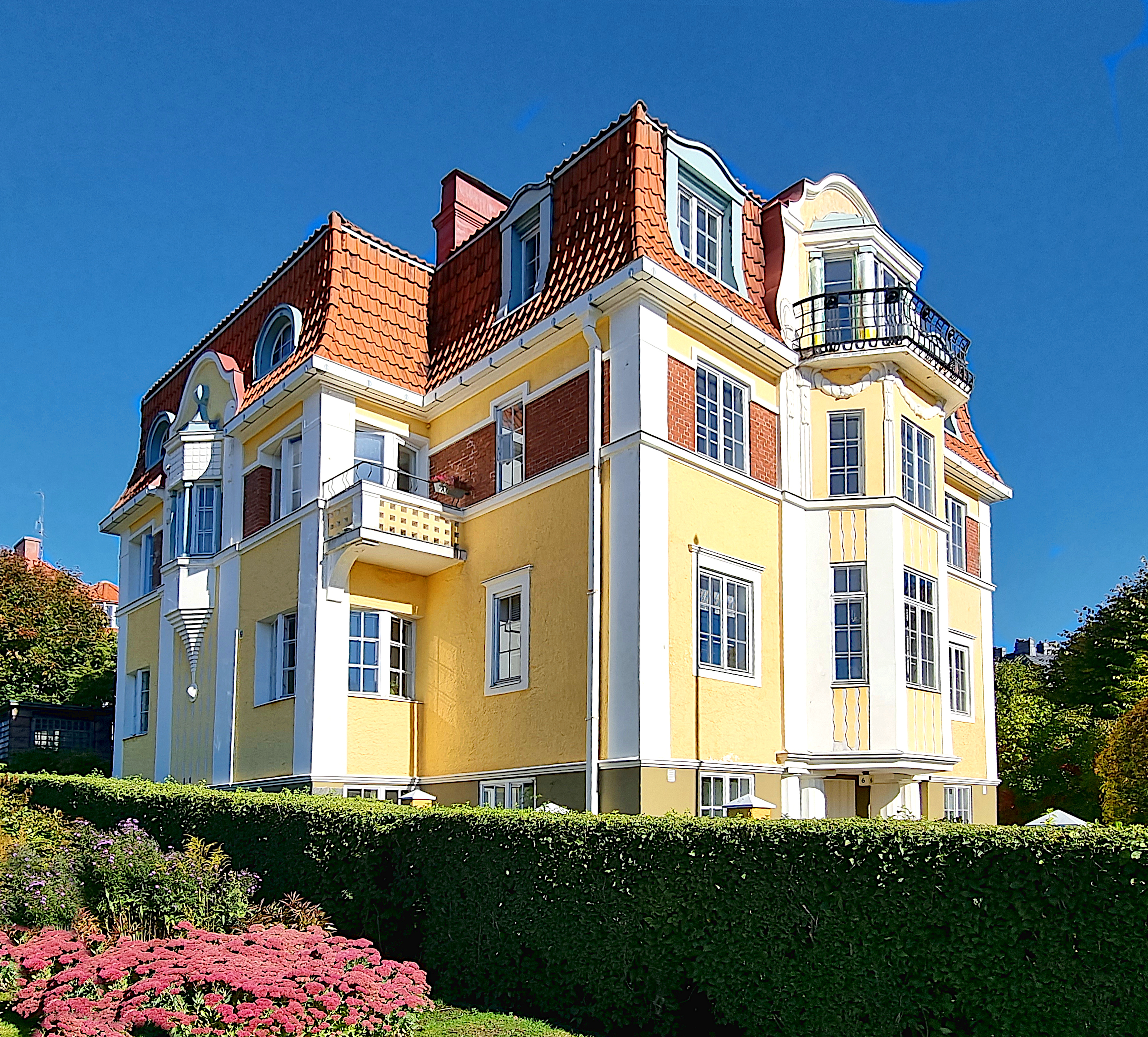
Armfeltintie 6 - Engelinaukio 10.
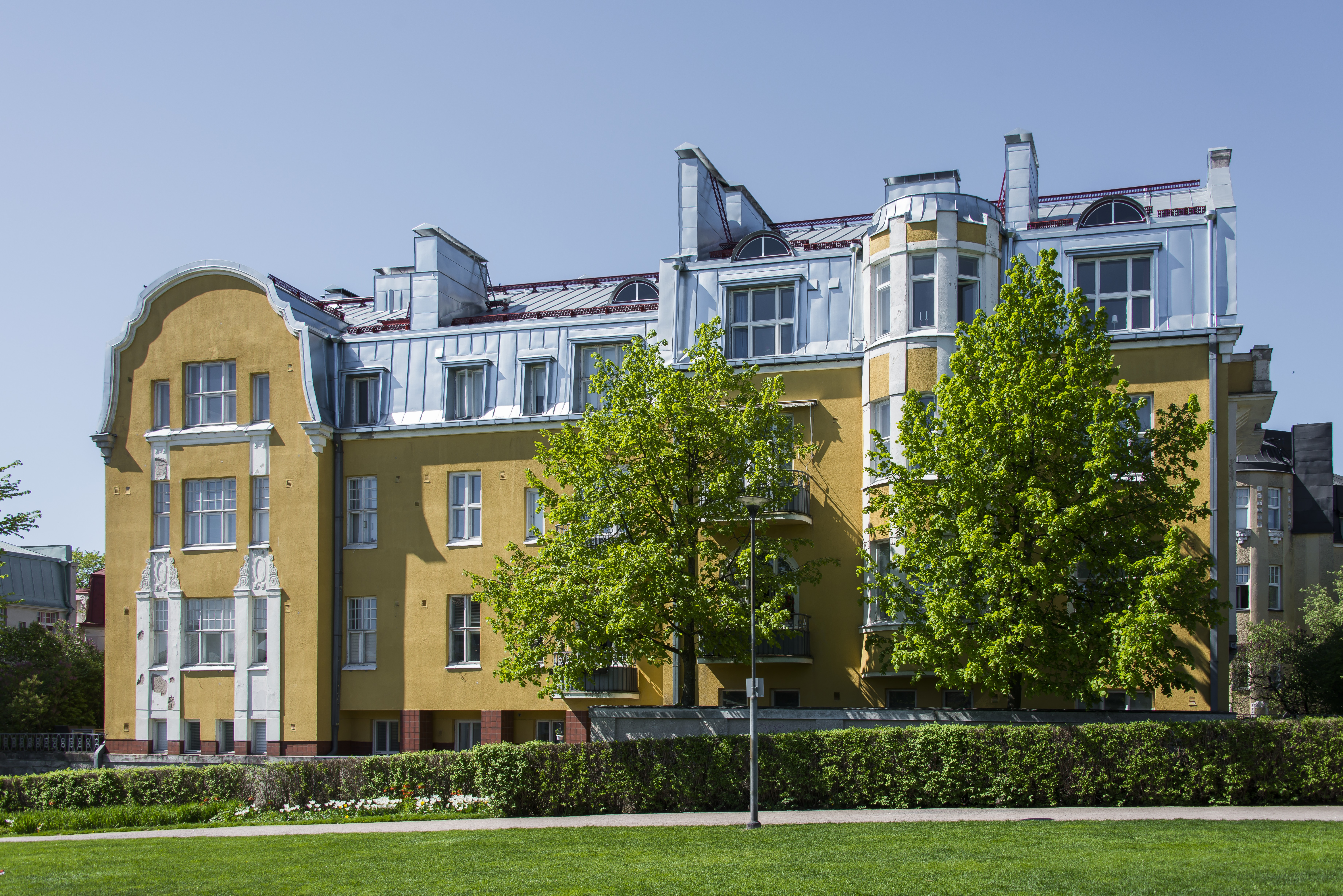
Engelinaukio 15-17.
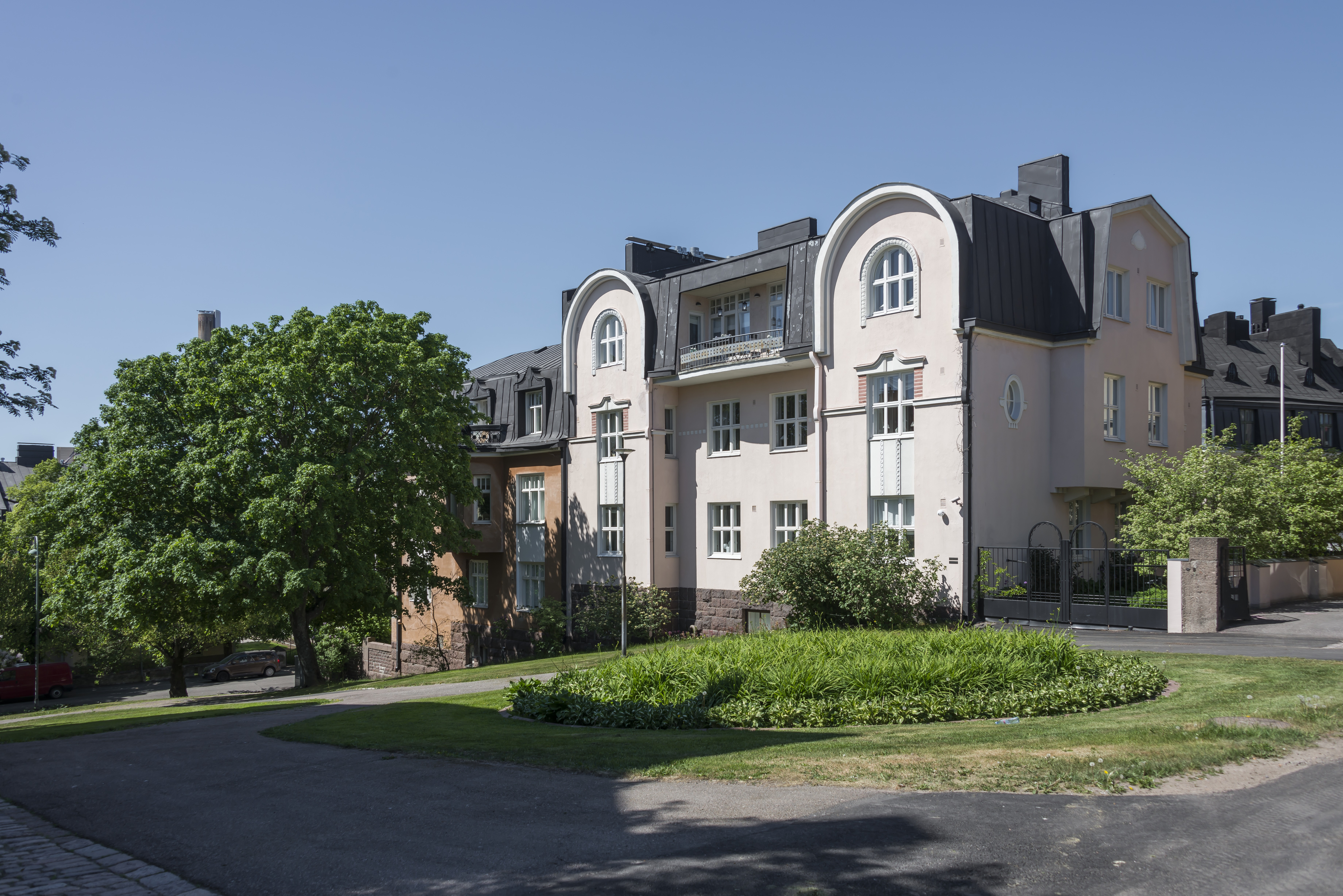
Engelinaukio.
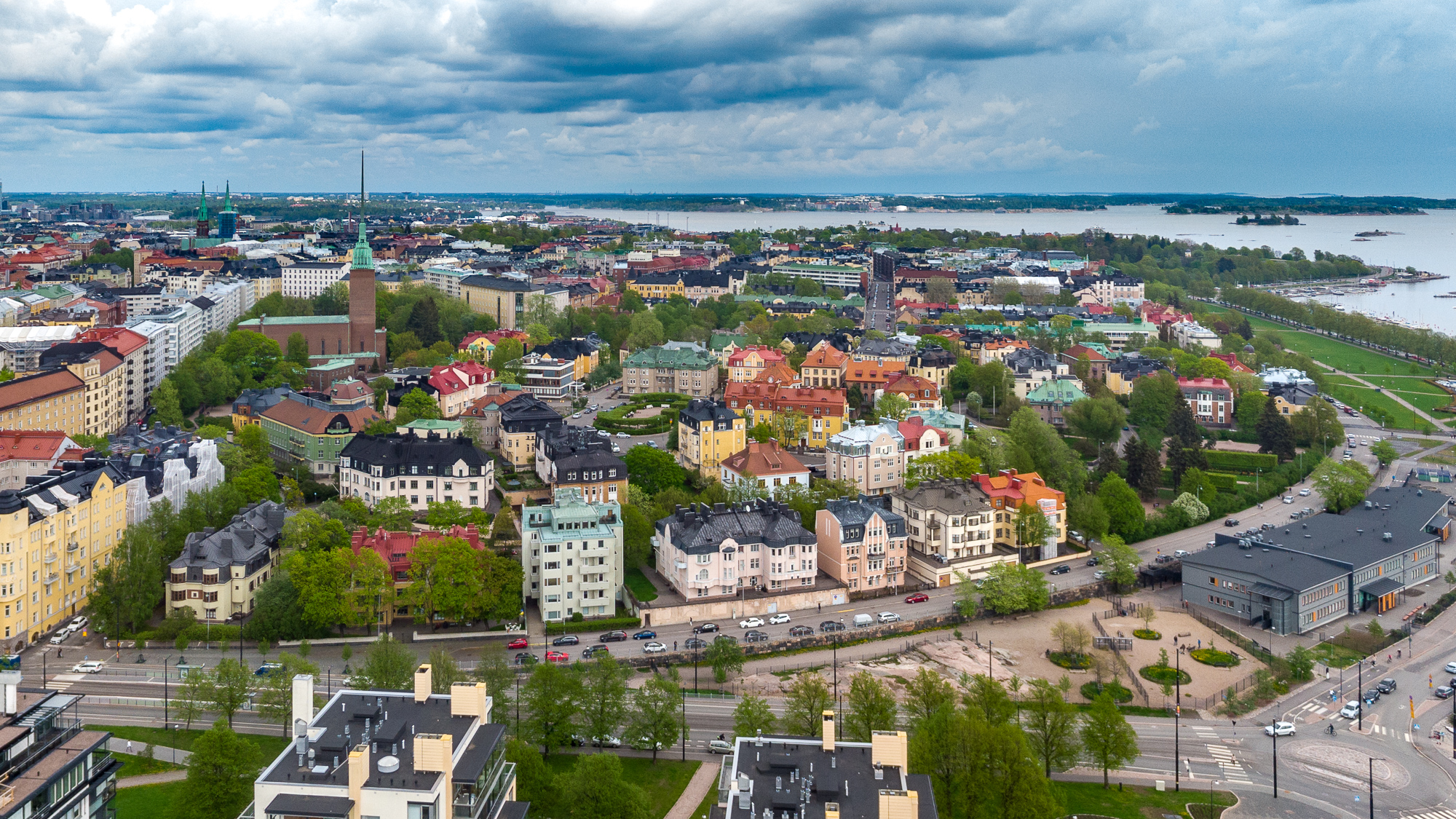
Vue d'Eira, au centre la place Engel.